# The Zookeeper’s House
The Zookeeper’s House ist ein Jazzalbum von Jemeel Moondoc. Die am 26. Oktober 2013 in den Park West Studios, Brooklyn, entstandenen Aufnahmen erschienen 2014 auf Relative Pitch Records.

## Hintergrund
The Zookeeper’s House ist Moondocs erste Studioaufnahme seit mehr als einem Jahrzehnt. Dabei nutzt er die versammelten Musiker in unterschiedlichen Besetzungen: Moondoc spielt die Ballade „For the Love of Cindy“ lediglich mit der Rhythmusgruppe, bestehend aus Bassist Hilliard Greene und Schlagzeuger Newman Taylor Baker. Beim Titelstück und „One for Monk and Coltrane“ gesellt sich der Pianist Matthew Shipp dazu. Auf „Little Blue Elvira“ und dem von Alice Coltrane geschriebenen „Ptah, the El Daoud“ ist die Band ein Quintett mit einer Frontline aus drei Bläsern, mit dem Posaunisten Steve Swell und dem Trompeter Roy Campbell. Dies ist die letzte Aufnahme, die mit Campbell entstand, dem auch das Album gewidmet ist (Campbell starb am 9. Januar 2014 im Alter von 61 Jahren).

## Titelliste
- Jemeel Moondoc: The Zookeeper's House (Relative Pitch Records RPR1026)[3]

1. The Zookeeper's House 9:11
2. Little Blue Elvira 9:43
3. Ptah, The El Daoud (Alice Coltrane) 10:48
4. One for Monk & Trane 12:42
5. For the Love of Cindy 08:18

Wenn nicht anders vermerkt, stammen die Kompositionen von Jemeel Moondoc.

## Rezeption
Philip Freeman platzierte das Album in seinem Blog Burning Ambulance auf Platz 1 seiner Liste Best Jazz of 2014. Jemeel Moondoc sei ein wirklich unterschätzter Musiker. Sein lockerer, humanistischer Klang auf dem Altsaxophon, sein melodischer Fokus und seine allgemeine Verachtung für akkordische Instrumentierung würden seine Arbeit einzigartig und sofort erkennbar machen. „Die dreiteilige Bläsergruppe verleiht seiner Musik eine Fülle in überraschendem Kontrast zu der scharfen, bluesigen und doch scharfen Qualität, die seine Alben in der Vergangenheit oft hatten, wenn er ganz allein draußen war. The Zookeeper’s House ist mit Sicherheit eines der besten Alben von Jemeel Moondoc und eine großartige Erinnerung an sein allzu oft übersehenes Genie.“
Josef Woodard, der dem Album im Down Beat dreieinhalb Sterne (von fünf) gab, meinte, das neue Album mit fünf Stücken in unterschiedlichen Gruppierungen und aus musikalischen Blickwinkeln fange eine deutliche Live-Lebendigkeit und Verletzlichkeit im Moment im Studio ein: „Moondoc kehrt ein bisschen tiefgründiger und weiser wieder und macht weiter.“